# 鈴木次郎
鈴木 次郎（すずき じろう）は、日本の漫画家・イラストレーター。女性。峰倉かずやのアシスタント出身。

## 主な作品

### 漫画

#### 連載
- MAGiMAGi（月刊コミックZERO-SUM）
- 壮太君のアキハバラ奮闘記（月刊Gファンタジー）
- ひぐらしのなく頃に 祟殺し編（月刊Gファンタジー）
- まじかる無双天使 突き刺せ!! 呂布子ちゃん（月刊Gファンタジー）
- うみねこのなく頃に episode2 - Turn of the golden witch（月刊Gファンタジー）
- 学園K（月刊Gファンタジー）

#### アンソロジー
- 妖狐×僕SS オフィシャルアンソロジー 妖狐×僕SS（ショートストーリーズ）（スクウェア・エニックス）

### イラスト

#### 小説
- 居眠りキングダム（野梨原花南・コバルト文庫）
- よかったり悪かったりする魔女シリーズ（野梨原花南・コバルト文庫）
- カスタム・チャイルド（壁井ユカコ・電撃文庫）
- NO CALL NO LIFE（壁井ユカコ・メディアワークス）
- マルタ・サギーは探偵ですか?（野梨原花南・富士見L文庫）
- K 青の事件簿（宮沢龍生（GoRA）・講談社BOX）
- 裋壊し編（じぇばんに・ひぐらしのなく頃に 語咄し編）
- 里恋し編（ゴドメ・ひぐらしのなく頃に 語咄し編2）
- ありがとう（ゴンベ・ひぐらしのなく頃に 語咄し編3）
- ブレイブリーデフォルト Rの手帳（月島総記・スクウェア・エニックス）
- ノラネコシティ（木崎ちあき・ビーズログ文庫アリス）
- 准教授・高槻彰良の推察（澤村御影・角川文庫）
- LAIDBACKERS -レイドバッカーズ- THE NOVEL（永菜葉一・角川スニーカー文庫）
- ツギネ江戸奇譚 ―藪のせがれと錠前屋―（佐倉ユミ・集英社オレンジ文庫）
- 祟られ屋・黒染十字 その呪い、引き受けます（敷島シキ・角川ホラー文庫）

#### アンソロジー
- 戦国アンソロジー 弐（スクウェア・エニックス）
- ギルティクラウン アンソロジーコミック（スクウェア・エニックス）
- 刀剣乱舞-ONLINE-アンソロジーコミック〜刀剣男士幕間劇〜（スクウェア・エニックス）
- おそ松さん 公式コミックアンソロジー〜スクエニセンバツ〜（スクウェア・エニックス）
- 刀剣乱舞-ONLINE-アンソロジーコミック〜スクエニの陣〜（スクウェア・エニックス）
- 『ディズニー ツイステッドワンダーランド』アンソロジーコミックVol.1（スクウェア・エニックス）

#### アニメ
- ぱにぽにだっしゅ！ - 第2話エンドカード
- 聖痕のクェイサー - 第17話エンドカード
- 荒川アンダー ザ ブリッジ - 第5話エンドカード
- スロウスタート - 第7話エンドカード

### キャラクターデザイン
- 刀剣乱舞（ゲーム）一部キャラクターデザイン
- LAIDBACKERS-レイドバッカーズ-（劇場アニメ）キャラクター原案
- REVENGER（テレビアニメ）キャラクター原案（憂雨市と共同）[2]
- ネクロノミ子のコズミックホラーショウ（テレビアニメ）キャラクター原案

### メイド服デザイン
- ぱにぽに（氷川へきる・月刊Gファンタジー）
- まろまゆ（氷川へきる・電撃萌王）